# كيتيل كنوتسن
كيتيل كنوتسن (مواليد 2 أكتوبر 1968) هو مدرب كرة القدم نرويجي، والمدير الفني الحالي لنادي الدوري النرويجي الممتاز نادي بودو/غليمت. فاز بأربعة ألقاب دوري وطنية مع النادي، وقادهم إلى لقبهم الأول على الإطلاق في الدوري في 2020، وحصل على جائزة الدوري النرويجي الممتاز أفضل مدرب ثلاث سنوات متتالية. قاد كنوتسن بودو/غليمت إلى ظهوره الأول في دور المجموعات ببطولة أوروبية كبرى خلال دوري المؤتمر الأوروبي 2021–22 ونصف نهائي الدوري الأوروبي 2024–25، حيث أصبح أول فريق نرويجي يصل إلى نصف نهائي مسابقة أوروبية كبرى.

## مسيرته
بدأ كنوتسن مسيرته التدريبية في نادي الدرجة الخامسة TIL هوفدنج عام 1995، في البداية كمدرب للناشئين، ثم كمدرب رئيسي. صعد كنوتسن بالفريق درجتين في تسع سنوات قبل أن يغادر لتولي دور في نادي الدرجة الأولى نادي بران كرئيس لتطوير الفريق الأول. تم تعيينه مدربًا رئيسيًا في فيلينغزدالين في عام 2012 ثم في أوسانه في عام 2014. بعد إقالة كنوتسن من منصبه كمدرب رئيسي في أوسانه، انضم إلى نادي بودو/غليمت كمدرب مساعد تحت قيادة المدرب الرئيسي آسموند بيوركان.
في عام 2018، أصبح كنوتسن مدربًا رئيسيًا لبودو/غليمت بعد انتقال بيوركان إلى دور المدير الرياضي. أنهى الفريق الدوري النرويجي الممتاز 2019 في المركز الثاني، وحصل كنوتسن على جائزة أفضل مدرب في الدوري النرويجي الممتاز لهذا الإنجاز. في عام 2020، قاد كنوتسن بودو/غليمت إلى لقبهم الأول في الدوري النرويجي الممتاز، في موسم حطم الأرقام القياسية حيث خسروا مباراة واحدة فقط، وحصل مرة أخرى على جائزة أفضل مدرب. في عام 2021، فاز الفريق بلقبه الثاني في الدوري النرويجي الممتاز وحصل كنوتسن على جائزة أفضل مدرب للمرة الثالثة على التوالي. في نفس الموسم، قاد كنوتسن بودو/غليمت إلى دور المجموعات في دوري المؤتمر الأوروبي، وهو الظهور الأول للنادي في دور المجموعات ببطولة أوروبية، حيث أصبح فريقه أول فريق في التاريخ يسجل ستة أهداف ضد فريق جوزيه مورينيو في فوز 6-1 ضد نادي روما في أسبميرا. وصل الفريق إلى ربع النهائي قبل أن يخرج على يد روما بنتيجة 5-2 في مجموع المباراتين.
في عام 2022، احتل بودو/غليمت المركز الثاني في الدوري ووصل إلى الأدوار التمهيدية من دوري أبطال أوروبا 2022–23، حيث خسر أمام دينامو زغرب 4-2 في مجموع المباراتين. تنافس الفريق في دور المجموعات من الدوري الأوروبي 2022–23، واحتل المركز الثالث في مجموعته، ثم خرج لاحقًا من دوري المؤتمر على يد لخ بوزنان في جولة التصفيات التمهيدية بنتيجة 1-0 في مجموع المباراتين. قاد كنوتسن بودو/غليمت إلى لقب الدوري الوطني الثالث في عام 2023 وجولة التصفيات التمهيدية لدوري المؤتمر، حيث خسروا أمام أياكس أمستردام 4-3 في مجموع المباراتين.
حقق بودو/غليمت لقب الدوري الرابع في عام 2024 ووصل إلى الدور التمهيدي من دوري أبطال أوروبا 2024–25، حيث خسر أمام النجم الأحمر بلغراد 3-2 في مجموع المباراتين. تأهل الفريق إلى الدوري الأوروبي 2024–25 بعد احتلاله المركز التاسع في الدوري الأوروبي 2024–25. قاد كنوتسن بودو/غليمت إلى نصف نهائي الدوري الأوروبي بعد فوزه على لاتسيو 2-3 بركلات الترجيح، بعد تعادل 3-3 في مجموع المباراتين، ليصبح أول فريق نرويجي يصل إلى نصف نهائي بطولة أوروبية كبرى.

## إحصائيات إدارية
آخر تحديث المباراة التي لعبت في 1 يونيو 2025.
| الفريق          | من            | إلى            | السجل | السجل | السجل | السجل | السجل  |
| الفريق          | من            | إلى            | G     | W     | D     | L     | Win %  |
| --------------- | ------------- | -------------- | ----- | ----- | ----- | ----- | ------ |
| فيلينغزدالين    | 28 أغسطس 2009 | 15 أكتوبر 2013 | 93    | 58    | 12    | 23    | 062٫37 |
| أوسانه          | 1 يناير 2014  | 31 ديسمبر 2016 | 95    | 40    | 24    | 31    | 042٫11 |
| نادي بودو/غليمت | 1 يناير 2018  | حتى الآن       | 326   | 191   | 68    | 67    | 058٫59 |
| الإجمالي        | الإجمالي      | الإجمالي       | 514   | 289   | 104   | 121   | 056٫23 |

## الألقاب
بودو/غليمت
- الدوري النرويجي الممتاز: 2020، 2021، 2022، 2023

فردي
- مدرب العام في الدوري النرويجي الممتاز: 2019، 2020، 2021[9]

فردي
- جائزة كنكسن الشرفية: 2024